# 第九号掃海艇 (3代)
|                    |                                                              |
| 艦歴               |                                                              |
| 計画               | 昭和12年度計画（③計画）                                      |
| 起工               | 1938年2月7日                                                 |
| 進水               | 1938年9月10日                                                |
| 竣工               | 1939年2月15日                                                |
| その後             | 1942年2月2日触雷により沈没                                   |
| 除籍               | 1942年4月10日                                                |
| 性能諸元（竣工時） |                                                              |
| 排水量             | 基準：630t 公試：738t                                        |
| 全長               | 72.5m                                                        |
| 水線長             | 71.3m                                                        |
| 全幅               | 7.85m                                                        |
| 吃水               | 2.60m                                                        |
| 主缶               | ロ号艦本式罐・石炭重油混焼 2基                               |
| 機関               | 艦本式オールギヤードタービン 2基 2軸推進 3,850㏋             |
| 燃料               | 石炭 118t 重油 48t                                           |
| 速力               | 20kt                                                         |
| 航続距離           | 14ktで2,000海里                                              |
| 乗員               | 103名                                                        |
| 兵装               | 45口径三年式12cm単装砲 3基 25mm連装機銃 1基 爆雷 36個 掃海具 |

第九号掃海艇（だいきゅうごうそうかいてい）は、日本海軍の掃海艇。第七号型掃海艇 (3代)の3番艇。太平洋戦争ではフィリピン作戦でビガン攻略、ラモン湾上陸に参加。続いて蘭印作戦でメナド、ケンダリー、アンボン攻略に参加したが、アンボンで掃海中に触雷沈没した。

## 艦歴
1938年（昭和13年）2月7日、舞鶴海軍工廠で起工。同年5月28日進水し、掃海艇に類別。 1939年（昭和14年）2月15日に竣工。佐世保鎮守府籍に編入。
1939年には日中戦争において華中、華南の作戦に参加。
1941年（昭和16年）4月10日に第三艦隊が新編された。この艦隊は第十六戦隊、第十七戦隊、第五水雷戦隊、第十二航空戦隊、第一根拠地隊、第二根拠地隊からなり、「第九号掃海艇」は第一根拠地隊の第二十一掃海隊に所属していた。
太平洋戦争緒戦では比島部隊第二急襲隊の一隻としてフィリピンのビガン攻略に参加した。第二急襲隊は上陸部隊を乗せた船団を護衛して1941年12月7日に馬公から出撃。12月10日に上陸が行われた。同日、空襲で第二十一掃海隊の「第十号掃海艇」が沈没した。
次いで「白鷹」を除く第一根拠地隊は軽巡洋艦「長良」などと共に第四護衛隊を編成し、ラモン湾上陸作戦に参加した。上陸は12月24日から行なわれた。
12月26日に比島部隊の大半は蘭印部隊となった。第二十一掃海隊は軽巡洋艦「神通」などとともに東方攻略部隊の第二護衛隊としてメナド攻略に参加した。攻略部隊は1942年1月9日にマグナガ湾より出撃。1月11日にメナド、ケマへの上陸が行われた。「第九号掃海艇」はケマ攻略の船団護衛に従事した。同日、第二十一掃海隊はバンカ泊地の掃海を行った。
1月14日にモルッカ海で潜水艦30隻発見との報告があり、第十五、十六駆逐隊と第二十一掃海隊による掃討が行われたが何も見つからず、潜水艦発見の報告の大半は鯨を誤認したものとされた。
1月21日よりケンダリー攻略作戦が行われ、第二十一掃海隊も参加した。攻略部隊は1月21日にバンカ泊地から出撃し、1月24日に上陸が行われた。
次いでアンボン攻略に参加。第二十一掃海隊は第十五駆逐隊第一小隊とともに1942年1月28日にケンダリーより出発し、1月30日に攻略船団に合流。1月30日から31日の夜に船団は目的地に到着し、上陸が行われた。2月2日、第二十一掃海隊によるアンボン湾の掃海が開始されたが、同日14時に「第九号掃海艇」は触雷して沈没した。
同年4月10日に除籍。

## 歴代艇長
艤装員長
- （兼）大原利通 中佐：1938年12月5日[22] - 1939年1月5日[23]
- 原口曻 少佐：1939年1月5日[23] -

艇長
- 原口曻 少佐：1939年2月15日[24] - 1939年11月15日[25]
- 山上亀三雄 少佐：1939年11月15日[25] - 1940年11月15日[26]
- 志垣郁男 大尉：1940年11月15日[26] - 1941年9月10日[27]
- 古山修郎 予備大尉：1941年9月10日[28] - 1942年2月15日[29]